# 唐登瀛
唐登瀛，字星舫，贵州贵阳人，清朝政治人物、進士出身。

## 生平
同治十三年（1874年）甲戌科進士，二甲一百二十二名，后官四川知縣。